# Дурняк Богдан Васильович
Богда́н Васи́льович Дурня́к (нар. 12 червня 1956, с. Підгірці, Золочівський район, Львівська область) — український науковець. Доктор технічних наук (2000). Професор (2002). Заслужений діяч науки і техніки України (2006). Ректор Української академії друкарства.

## Біографічні відомості
Народився 12 червня 1956 року у с. Підгірці Золочівського району на Львівщині в родині медиків. Навчався у Підгорецькій початковій та Ясенівській середній школах. У 1973 році вступив на навчання в Українську академію друкарства, яку закінчив у 1978 році, здобувши спеціальність інженера з автоматизації і комплексної механізації процесів поліграфічного виробництва.

## Наукова діяльність
Трудову діяльність розпочав у рідній академії на посаді інженера науково-дослідного сектору кафедри автоматизації, а згодом — асистента цієї ж кафедри. Закінчив аспірантуру і 1988 року достроково захистив кандидатську дисертацію. Від 1990 року — старший викладач, а з 1995 року — доцент кафедри автоматизації поліграфічного виробництва. 1998 року призначено директором Поліграфічного технікуму Української академії друкарства. 2000 року захистив дисертацію на здобуття наукового ступеня доктора технічних наук у Інституті проблем моделювання в енергетиці НАН України (Київ). 2002 року присвоєно вчене звання професора. 2003 року обрано ректором Української академії друкарства. Водночас він очолює кафедру автоматизації та комп'ютерних технологій. Напрям наукових досліджень пов'язаний з автоматизацією технологічних процесів нелінійних і нестаціонарних систем, інформаційними та комп'ютерними технологіями, проектуванням цифрових систем керування. Створив наукову школу та науковий напрям. Уперше розробив теорію моделювання стрічкопровідних систем та засобів управління ними, яка стала основою його докторської дисертації та дисертаційних робіт його учнів. Під його керівництвом та за безпосередньою участю виконано понад 15 госпдоговірних та бюджетних тем, здійснено 11 наукових впроваджень у виробництво. Автор понад 200 наукових праць, з них 4 монографії та 6 навчальних посібників. Має 10 патентів на винаходи. Головний редактор збірників наукових праць «Квалілогія книги», «Комп'ютерні технології друкарства» та «Поліграфія і видавнича справа». Голова єдиної в Україні спеціалізованої ради із захисту докторських і кандидатських дисертацій зі спеціальностей «Машини і процеси поліграфічного виробництва» й «Автоматизовані системи керування та прогресивні інформаційні технології».
Заслужений діяч науки і техніки України (2006). Ректор Української академії друкарства.

## Наукові роботи
1. Алгоритми швидкодіючих процесорів САР реального часу, працюючих у замкнутому контурі керування / Б. В. Дурняк, І. Т. Стрепко, О. В. Тимченко // Наукові записки: науково-технічний збірник. — 1999. — № 1. — С. 53—56.: Розглянуто задачу синтезу швидкодіючих алгоритмів процесорів цифрових систем автоматичного регулювання поліграфічним обладнанням реального часу в замкненому контурі керування на базі різницевих підходів і рециркуляції.
2. Аналіз проблем розвитку графічних методів захисту поліграфічних документів / Б. В. Дурняк, В. З. Пашкевич // Наукові записки: науково-технічний збірник. — 2007. — № 2. — С. 124—130.: Проаналізовано проблеми розвитку графічних методів захисту поліграфічних документів, застосовуваних як у соціальній сфері, так і в сфері управління. Наголошено на необхідності запровадження ефективного захисту документів для запобігання їх фальсифікації.
3. Видавнича діяльність Української академії друкарства, 2003—2008 рр.: бібліографічний покажчик / Ред.: Б. В. Дурняк; Українська академія друкарства. — Л., 2008. — 138 с. — ISBN 978-966-322-118-2.: Наведено інформацію про монографії, підручники, посібники, довідкові видання, збірники наукових праць, матеріали конференцій, автореферати дисертацій, бібліографічні покажчики, методичні вказівки, навчальні програми, нормативні матеріали, видані Українською академією друкарства у 2003—2008 роках.
4. Видавничо-поліграфічна галузь України: Стан, проблеми, тенденції: Статистично-графічний огляд: Монографія / Б. В. Дурняк, А. М. Штангрет, О. В. Мельников; Українська академія друкарства. — Л., 2006. — 274 с. — ISBN 966-322-057-0.: Розглянуто стан і тенденції функціонування видавничо-поліграфічної галузі України за 2001—2004 рр. Наведено інформацію щодо учасників ринку видавничо-поліграфічних послуг, сучасних тенденцій розвитку ринку друкованої продукції, фінансових результатів господарювання, ефективності використання активів підприємств, забезпеченості та ефективності використання трудових ресурсів. Досліджено інвестиційну активність підприємств та висвітлено перспективи розвитку ринку друкованої продукції України.
5. Дисертації, захищені в Українському поліграфічному інституті імені Івана Федорова та Українській академії друкарства в 1983—2008 рр.: бібліографічний покажчик / Уклад.: Б. В. Дурняк; Українська академія друкарства. — Л., 2008. — 87 с. — ISBN 978-966-322-145-8.: Наведено бібліографічні описи дисертаційних робіт на здобуття вчених ступенів доктора та кандидата наук, захищених в Українській академії друкарства (до 1994 року — Український поліграфічний інститут імені Івана Федорова) у період 1983—2008 років, в яких досліджено актуальні проблеми розвитку поліграфії, зокрема, економіки галузі, машин і процесів.
6. Дослідження математичної моделі системи автоматичного регулювання натягу прямої дії при намотуванні стрічкових матеріалів в рулонних друкарських машинах / Б. Дурняк // Вісник державного університету «Львівська політехніка». Комп'ютерна інженерія та інформаційні технології. — 1999. — № 380. — С. 72-76.: Проаналізовано ефективність системи автоматичного регулювання натягу стрічкового матеріалу прямої дії флексографської друкарської машини.
7. Друковані праці науково-педагогічних співробітників Українського поліграфічного інституту імені Івана Федорова, опубліковані в 1930—1970 роках: біобібліографічний покажчик: у 2 ч. — Ч. 1. Алфьоров — Львовський / Уклад.: Б. В. Дурняк; Українська академія друкарства. — Л., 2009. — 440 с. — ISBN 978-966-322-162-5.: Наведено бібліографію друкованих творів професорів, викладачів і співробітників Українського поліграфічного інституту імені І. Федорова за 1930—1970 роки про напрямки науково-педагогічної роботи ВНЗ, зокрема, дослідження  функціонування видавничо-поліграфічної галузі України (книги і брошури, статті у газетах і журналах).
8. Друковані праці науково-педагогічних співробітників Українського поліграфічного інституту імені Івана Федорова, опубліковані в 1930—1970 роках: біобібліографічний покажчик: у 2 ч. — Ч. 2 / Уклад.: Б. В. Дурняк; О. В. Мельников; О. М. Василишин; С. Г. Янчишин; В. В. Стасенко; Український поліграфічний інститут імені І. Федорова. — Л.: Українська академія друкарства, 2009. — 389 с. — ISBN 978-966-322-163-2.: Наведено біографічні дані та бібліографічні описи друкованих праць (за період 1930—1970 рр.) науково-педагогічних співробітників Українського поліграфічного інституту імені І. Федорова, зокрема, Ю. П. Мазуренка, М. М. Масловатого, Л. В. Назарової, А. І. Петрука, Д. В. Чабана, Д. Я. Шлапака, В. І. Яковлевої.
9. Кваліологія книги: збірник наукових праць. Вип. 1 (11) / Ред.: Б. В. Дурняк; Українська академія друкарства. — Л., 2007. — 129 с.: Проаналізовано особливості висушування флокованих зображень, відтворення градацій у флексографічному друці на полімерних плівках. Висвітлено фізико-механічні властивості кашированого мікрогофрокартону, вплив властивостей паперів на якість відбитків рулонного офсетного друку часописів, матеріалів штампів для тиснення на їх стійкість до зношування. Наведено результати дослідження товщини клейового шару та рівномірності його нанесення на корінець книжкового блока за умов незшивного клейового скріплення. Розглянуто питання застосування лазерів у процесах поліграфічного виробництва. Описано системи контролю фарбонанесення в аркушевому офсетному друці, модель системи перетворень технології тиснення фольгою.
10. Кваліологія книги: збірник наукових праць. Вип. 1 (13) / Ред.: Б. В. Дурняк; Українська академія друкарства. — Л., 2008. — 85 с.: Розглянуто питання моделювання пріоритетності впливу синтезованих критеріїв на процес заверстування ілюстрацій. Проаналізовано вплив швидкості подавання аркуша на точність його позиціювання на накладному столі, повітряного потоку на параметри паперу під час згину. Висвітлено проблему систематизації контрольованих показників якості кашированого гофрокартону. Описано процес сепарації під час нанесення флокованих зображень, особливості теплового калібрування трафаретної сітки. Визначено взаємодію розчинників з лаковим і фарбовим шаром під час лакування відбитків.
11. Кваліологія книги: збірник наукових праць. — Вип. 10 / Ред.: Б. В. Дурняк; Українська академія друкарства. — Л., 2006. — 91 с.: Наведено результати теоретичних і прикладних досліджень, пов'язаних з проблемами впливу технологій, матеріалів, обладнання, умов і організацій праці на якісні показники (ЯП) поліграфічної продукції. Розглянуто вплив висоти гофри тришарового гофрокартону на ЯП друку в процесі різних напрямків бігу хвиль, визначено оптичні щільності та візуально оцінені відтворення кольорового зображення. Розкрито організаційно-економічні аспекти формування техніко-економічної бази виробництва за якісним критерієм. Проаналізовано сучасний стан математичного забезпечення процесів формування спусків сторінок видань на друкарські форми.
12. Кваліологія книги: збірник наукових праць. Вип. 2 (12) / Ред.: Б. В. Дурняк; Українська академія друкарства. — Л., 2007. — 107 с.: Розглянуто проблему розвитку і впровадження нанотехнологій у поліграфічній галузі. Описано деформаційні властивості паперу під час зволоження. Проаналізовано вплив барвників на довговічність паперу, способи контролю товщини шару фарби у друкарській машині. Наведено технологічні характеристики відбитків, одержаних на різних зразках паперу, розмірні та фізико-механічні характеристики картонів, призначених для виготовлення видань для незрячих.
13. Кваліологія книги: збірник наукових праць. Вип. 7 / Ред.: Б. В. Дурняк; Українська академія друкарства. — Л., 2004. — 181 с.: Проаналізовано технологічні процеси у поліграфії, технології електронних видань, поліграфічного виробництва, оздоблення друкованої продукції. Описано структуру електронного бібліотечного каталогу, особливості технологій читання електронних книг. Розглянуто новий спосіб цифрового растрування зображень з модульованою частотою, питання використання лазерного копіювання для виготовлення трафаретних друкарських форм. Наведено результати досліджень геометричної структури поверхні офсетного полотнища в системі 3D, процесу набрякання гумовотканинних офсетних полотен. Визначено кваліметричні показники книжкових блоків, особливості технології трансферного друку.
14. Кваліологія книги: збірник наукових праць. Вип. 8 / Ред.: Б. В. Дурняк; Українська академія друкарства. — Л., 2005. — 207 с.: Визначено якісні показники поліграфічної продукції, здійснено моделювання процесу перетворення формул абстрактних алгоритмів. Розглянуто особливості підготовки фахівців для видавничо-поліграфічної галузі, кольорового оформлення у політичній рекламі, створення та дослідження клеїв для виготовлення гофрокартону. Проаналізовано вплив складових гофро- і мікрогофрокартонів на їх експлуатаційні показники, описано метод аналізу ієрархій в оцінюванні параметрів видань. Виконано порівняльний аналіз якісних ознак відбитків, одержаних термотрансферним друком, висвітлено коливальні явища в зоні контакту стрічка — голчастий електрод.
15. Кваліологія книги: збірник наукових праць. Вип. 9 / Ред.: Б. В. Дурняк; Українська академія друкарства. — Л., 2006. — 103 с.: Розглянуто особливості комп'ютерних процедур опрацювання текстових даних, наведено інформаційно-технологічну модель друкарської підготовки видань. Викладено історію розвитку та проаналізовано сучасний стан формату обміну електронними документами OpenDocument, висвітлено його недоліки та переваги, а також визначено перспективи розвитку формату. Показано роль і місце творчості Я.Гніздовського у графіці української діаспори середини — другої половини XX ст. і української графіки загалом. Описано програмні продукти для застосування в системах керування якісними показниками. Розкрито теоретичні аспекти масової нейтралізації бібліотечних колекцій.
16. Комп'ютерні технології друкарства: збірник наукових праць. Вип. 13 / Ред.: Б. В. Дурняк; Українська академія друкарства. — Л., 2005. — 319 с.: Проаналізовано нелінійну модель стрічкоживильного пристрою рулонної друкарської машини, математичну модель зміщення фарб на багатофарбових рулонних ротаційних друкарських машинах. Описано функцію профілю послідовності друкувальних елементів флексографічних форм, наведено результати комп'ютерного симулювання та рекомендації налагодження параметрів функції. Розглянуто методи розрахунку автоматичних систем регулювання з цифровими ПІ-регуляторами, а також методи побудови швидкодіючих регуляторів систем автоматичного керування за умов заданої точності обчислень. Висвітлено питання лінеаризації адаптивних систем керування нестаціонарними динамічними лінійними об'єктами.
17. Комп'ютерні технології друкарства: збірник наукових праць. № 14 / Ред.: Б. В. Дурняк; Українська академія друкарства. — Л., 2005. — 353 с.
18. Комп'ютерні технології друкарства: збірник наукових праць. № 15 / Ред.: Б. В. Дурняк; Українська академія друкарства. — Л., 2006. — 377 с.: Розглянуто ймовірнісний метод визначення місця програмної похибки в процесі опрацювання певної кількості текстової інформації. Викладено універсальну методику визначення передачі ланцюгового багатоконтурного графу, основні етапи проектування архітектури комп'ютерної системи візуалізації графів, методи пошуку інформації в файлах баз даних для різних законів розподілу ймовірностей звертання до записів. Описано методи статистичного моделювання субгауссівських випадкових процесів і полів під час випробувань технічних систем, процеси синтезу математичних моделей формул абстрактних алгоритмів, структуру логістичної інформаційної системи та формування єдиної інформаційної бази. Проаналізовано особливості інтелектуальної медичної системи DentExp під час постановки діагнозу, моделювання взаємодії персональних комп'ютерів у локальній обчислювальній мережі гетерогенної архітектури, комп'ютерні методи обробки зображень для сучасних технологій захисту цінних паперів.
19. Комп'ютерні технології друкарства: збірник наукових праць. № 16 / Ред.: Б. В. Дурняк; Українська академія друкарства. — Л., 2006. — 375 с. Описано алгоритм синтезу регуляторів систем автоматичного керування в частотній області з заданою точністю апроксимації, аналогово-цифровий перетворювач електроенергії для даних систем, алгебричні цифрові нелінійно-апроксимуючі перетворювачі, технологію стеганографії як метод впровадження цифрових водяних знаків у цифрові зображення. Наведено оцінку метрологічних характеристик пристроїв малохвильового перетворення сигналів. Викладено характеристику поглинання та розсіяння світлового потоку фотополімерною системою в контексті хвильової теорії. Розглянуто питання застосування хвильового перетворення для опрацювання реограм. Визначено показник якості послуг в телекомунікаційних мережах з комутацією пакетів. Проаналізовано модель розрахунку перехресних завад зі спектральним ущільненням каналів.
20. Комп'ютерні технології друкарства: збірник наукових праць. № 17 / Ред.: Б. В. Дурняк; Українська академія друкарства. — Л., 2007. — 149 с. Розглянуто задачу розроблення симулятора для автоматичної побудови статистичних характеристик фарбо-друкарських систем послідовної структури. Висвітлено питання підвищення ефективності автоматизованих систем електронного документообігу. Описано систему резервного відновлення програмного забезпечення комп'ютерних лабораторій, пристрій планування та керування обробкою потоків даних для процесорів їх стискання. Проаналізовано методи і математичні моделі процесів вимірювання енергетичних параметрів сигналів у часовій, частотній та часово-частотній областях. Визначено оптимальні параметри та наведено порогові характеристики частотного демодулятора на основі нелінійної системи фазового автоналаштування частоти другого порядку для частотної модуляції груповим сигналом мовної інформації.
21. Комп'ютерні технології друкарства: збірник наукових праць. № 18 / Ред.: Б. В. Дурняк; Українська академія друкарства. — Л., 2007. — 249 с. Проаналізовано вплив розміщення друкуючих елементів на поверхні форми на процес розподілу фарби у даних системах. Розглянуто питання моделювання послідовності растрових комірок анілоксового валу. Визначено параметри систем натягу стрічки рулонних ротаційних машин в системі MATLAB. Висвітлено методологію автоматизованого проектування мікроелектромеханічних систем, які базуються на технологіях мікроелектроніки та мікромеханіки. Описано матричний метод аналізу оптичних транспортних систем зі спектральним ущільненням каналів. Розв'язано нелінійну задачу Вебера для оптимізації структури корпоративної інформаційної мережі. Обґрунтовано математичну модель електроретино-графічного сигналу у вигляді періодично корельованого випадкового процесу з використанням енергетичної теорії стохастичних сигналів, дискретну математичну модель мостового паралельного тиристорного інвертора, методи оцінки інтегральних характеристик сигналів з використанням малохвильового перетворення, структурний метод підвищення швидкодії компенсаційних інтегруючих перетворень «напруга-частота». Розкрито аспекти побудови число-імпульсних функціональних перетворювачів зі зрівноважуванням.
22. Логістика в поліграфічному виробництві: Навчальний посібник / С. Ф. Гавенко, Б. В. Дурняк, Р. С. Зацерковна. — Л.: Українська академія друкарства, 2006. — 144 с. — ISBN 966-322-070-8. Висвітлено історію виникнення, основні поняття та визначення логістики. Розглянуто матеріальні потоки в поліграфічному виробництві, зокрема, постачання формного виробництва, рулонного паперу, фарби, зволожувальних розчинів і допоміжних засобів. Розкрито критерії ефективності функціонування складу та вибору постачальників. Охарактеризовано інформаційну інфраструктуру підприємства, етапи технології штрихового кодування, систему штрихового розповсюдження та вимоги до нанесення штрих-кодів.
23. Математична модельестаціонарної стрічкопровідної ділянки / Б. В. Дурняк, І. М. Хмельницька, М. М. Луцків // Поліграфія і видавнича справа: науково-технічний збірник. — 2008. — № 2. — С. 123—131. Розглянуто задачу побудови математичної моделі натягу стрічки на ділянці як нестаціонарного об'єкта регулювання, обумовленого зміною швидкості руху стрічки у широких межах. Надано результати комп'ютерного симулювання.
24. Математична модель стрічкопровідної ділянки при нестаціонарному режимі роботи / Б. В. Дурняк, І. М. Хмельницька, М. М. Луцків // Поліграфія і видавнича справа: науково-технічний збірник. — 2009. — № 1. — С. 88-96. Розглянуто задачу побудови математичної моделі натягу стрічки за наявності приросту швидкості на ділянці у нестаціонарному режимі, обумовленого зміною швидкості руху стрічки у широких межах. Надано результати комп'ютерного симулювання.
25. Математичне моделювання натягу в послідовно з'єднаних стрічкопровідних ділянках при нестаціонарному режимі роботи / Б. В. Дурняк, М. М. Луцків, І. М. Хмельницька // Наукові записки: науково-технічний збірник. — 2009. — № 1. — С. 68-76. Розглянуто задачу побудови математичної моделі натягу в послідовно з'єднаних стрічкопровідних ділянках як нестаціонарного об'єкта регулювання, обумовленого зміною швидкості руху стрічки в широких межах. Надано результати комп'ютерного симулювання.
26. Математичне описування форми криволінійних контурів паперово-картонних виробів / Б. В. Дурняк, О. І. Млинко // Упаковка. — 2009. — № 3. — С. 35-37. Зазначено, що на стадії проектування засобів виготовлення криволінійних контурів у паперово-картонних виробах вихідними даними є дизайнерські рішення, втілені в макеті. Для якісного оцифровування зображення за допомогою сканера чи цифрової камери потрібно мати чітке зображення контурів. Наведено результати застосування методу оцифровування криволінійних контурів макетів із застосуванням аналітичного описування форми контуру паперових виробів.
27. Модель зміщення фарб у рулонних друкарських машинах з випередженням швидкості циліндрів друкарських пар / Б. В. Дурняк, І. М. Хмельницька // Наукові записки: науково-технічний збірник. — 2006. — № 9. — С. 49-56. Розв'язано задачу побудови моделі зміщення фарб у рулонних друкарських машинах із жорстким зв'язком циліндрів друкарських пар з урахуванням послідовного випередження їх швидкостей, яка обчислюється інтегруванням приросту на інтервалі часу. Наведено результати комп'ютерного симулювання.
28. Наукові записки Української академії друкарства. Вип. 1 (11) / Ред.: Б. В. Дурняк. — Л., 2007. — 117 с. Викладено методику визначення основних параметрів механізмів неповнозубих коліс з кулачковим вмиканням за допомогою номограм. Наведено дані комп'ютерного аналізу для перевірки результатів синтезу профілю кулачка в комбінованих мальтійських механізмах. Висвітлено результати досліджень процесів зношування ферито-перлітних сталей з підвищеною зносостійкістю. Розглянуто питання моделювання забруднення растрових комірок анілоксового вала. Визначено гідравлічний опір конструкції пиловловлювача з жалюзійним відокремлювачем на основі комп'ютерного моделювання.
29. Наукові записки Української академії друкарства. Вип. 1 (13) / Ред.: Б. В. Дурняк. — Л., 2008. — 238 с. Висвітлено кінематику механізму приводу фальцножів ударного фальцювання з криволінійною напрямною в рулонних друкарських машинах. Проаналізовано перспективи обрізування книжного блока багатолезовими круговими інструментами. Визначено параметри друкарського процесу флексографічного друку за виробничих умов, взаємодію ультрафіолетових лаків з флексографічними формними пластинами, вплив фізико-хімічної обробки поліпропіленових плівок на їх змочуваність. Розв'язано нестаціонарну задачу теплопровідності для необмеженої плити щодо сушіння поліграфічної продукції.
30. Наукові записки Української академії друкарства. Вип. 2(10) / Ред.: Б. В. Дурняк. — Л., 2006. — 127 с. Розкрито сутність дебіторської заборгованості та наведено її класифікацію, розглянуто основні етапи управління на стадіях її формування та інкасації, визначено шляхи удосконалення системи управління. Викладено методику рейтингової оцінки рівня конкурентоспроможності підприємницьких структур та результати її випробувань у державних видавництвах України. Висвітлено процес формування корпоративної структури поліграфічних підприємств, проаналізовано вплив корпоративного управління на інвестиційну активність даних підприємств.
31. Наукові записки Української академії друкарства. Вип. 2 (12) / Ред.: Б. В. Дурняк. — Л., 2007. — 164 с. Висвітлено проблеми та тенденції корпоративного управління підприємств видавничо-поліграфічної галузі. Проаналізовано розвиток графічних методів захисту поліграфічних документів. Наведено класифікацію технологій та матеріалів тиснення. Описано математичні моделі впливу властивостей паперів на якість відбитків газетного рулонного офсетного друку. Визначено шляхи удосконалення процесу оздоблення керамічних виробів ультрафіолетовими фарбами трафаретного друку.
32. Наукові записки Української академії друкарства. Вип. 6 / Ред.: Б. В. Дурняк. — Л., 2003. — 180 с. Наведено результати дослідження параметрів процесу обрізування книжкових блоків у машинах карусельного типу, поперечних коливань циліндрів друкарського апарата ротаційної машини. Проаналізовано геометричні параметри процесу обрізування книжкових блоків дисковим ножем з планетарним приводом, вплив заповнення флексографічної форми на товщину шару фарби на відбитках. Визначено оптимальні кути тиску в кулачкових механізмах, змінну довжину кривошипа для забезпечення переміщень повзуна з постійною швидкістю. Описано друкарські властивості нового офортного паперу, друкарські форми для тамподруку з фотополімеризаційноздатних матеріалів, кінетику набрякання офсетних гумотканинних полотнищ. Розглянуто питання оптимізації процесу верстання сторінок книжкових видань з використанням графів. Висвітлено взаємозв'язок кольорової моделі сканувального пристрою та характеристик цифрового півтонового зображення.
33. Наукові записки Української академії друкарства. Вип. 9 / Ред.: Б. В. Дурняк. — Л., 2006. — 119 с. Висвітлено проблеми каширування мікрогофрокартону та нанесення друкованих зображень. Проаналізовано особливості цифрового растрування півтонового зображення з використанням фрактальних кривих, генерування частотно-модульованих та частотно-амплітудно-модульованих растрових структур на основі кривої Гільберта. Наведено результати дослідження піноутворення флексографічних друкарських фарб, статистичну оцінку відтворення штрихових кодів тамподруком на пакованнях з алюмінію. Розглянуто методи сушіння відбитків і удосконалення закріплення контрастної речовини за допомогою методу конвекційного нагріву, способи реалізації оптимізованих систем керування електроприводами намотувальних вузлів рулонних ротаційних машин, методи цифрового перетворення зображень.
34. Некоторые вопросы управления предприятием / Б. В. Дурняк, Л. П. Билык // Электронные информационные ресурсы: проблемы формирования, обработки, распространения, защиты и использования — 2003: IV Международная научно-техническая конференция. — К., 2003. — С. 51-52. — ISBN 966-7505-42-1.
35. Один из способов описания критических факторов / Б. В. Дурняк, Л. П. Билык // Электронные информационные ресурсы: проблемы формирования, обработки, распространения, защиты и использования. — 2003: IV Международная научно-техническая конференция. — К., 2003. — С. 56-57. — ISBN 966-7505-42-1.
36. Основи проектування цифрових логічних пристроїв: Навчальний посібник / Б. В. Дурняк, І. Т. Стрепко, Г. Н. Тітов, О. В. Тимченко. — Л.: Вид-во УАД, 2006. — 273 с. — ISBN 966-322-019-8. Розглянуто математичні засади цифрової техніки (ЦТ), логічні засади синтезу елементів пристроїв автоматизації. Наведено методи опису функцій логічних елементів, мінімізації функцій алгебри логіки. Охарактеризовано функціональні та запам'ятовувальні пристрої ЦТ, викладено питання синтезу комбінаційних і послідовних пристроїв. Висвітлено особливості проектування логічних пристроїв на основі однокристальних мікро-ЕОМ сімейства МК-51.
37. Перспективи розвитку ринку друкованої продукції України / Б. Дурняк, А. Штангрет, О. Мельников // Вісник Книжкової палати. — 2006. — № 11. — С. 9-13.
38. Поліграфія і видавнича справа: науково-технічний збірник, систематизовано покажчик матеріалів, опубліковано 1964—2004 рр. / Уклад.: Б. В. Дурняк. — Л.: Українська академія друкарства, 2009. — 240 с. — ISBN 978-966-322-152-6.
Наведено систематизований покажчик матеріалів, опублікованих у науково-технічному збірнику «Поліграфія і видавнича справа» з 1964—2004 рр. з питань економіки й організації видавничої справи та поліграфічної діяльності, поліграфічного машинобудування, технології поліграфічного виробництва, автоматизації видавничих і поліграфічних процесів, книгознавства та книгорозповсюдження, підготовки кадрів з урахуванням ДСТУ ГОСТ 7.1:2006 «Бібліографічний запис. Загальні вимоги та правила скорочення».
39. Поліграфія і видавнича справа: наук.-техн. зб. Вип. 1 (45) / Ред.: Б. В. Дурняк; Українська академія друкарства. — Л., 2007. — 198 с. Висвітлено проблеми політики маркетингових комунікацій сучасного книжкового ринку України. Проаналізовано редагування як важливий чинник формування ідіостилю газети, роль художньої образно-символічної інформації у формуванні професійної культурознавчої компетентності редакторів. Розглянуто питання формування професійної компетентності студентів-редакторів на основі вивчення поезії. Розкрито витоки київської школи редагування. Визначено ефективність процесів ідентифікації поліграфічних документів. Описано поліграфічні методи формування графічних засобів захисту документів.
40. Поліграфія і видавнича справа: наук.-техн. зб. Вип. 1 (47) / Ред.: Б. В. Дурняк; Українська академія друкарства. — Л., 2008. — 137 с. Проаналізовано особливості сучасного книговидання Національної академії наук України. Висвітлено досвід опрацювання енциклопедичних видань, зокрема «Енциклопедії історії України». Визначено бібліотекознавчу стратегію формування фонду наукових видань Національної бібліотеки України імені В. І. Вернадського. Наведено відомості про електронні наукові журнали відкритого доступу в сучасній системі наукової комунікації. Розглянуто питання пропаганди книг і читання серед учнів у книгознавчо-педагогічному контексті. Описано функції паблік-рилейшнз у процесі популяризації книг і просуванні їх на ринок. Викладено результати маркетингових досліджень сучасного українського книгобізнесу.
41. Поліграфія і видавнича справа: Наук.-техн. зб. Вип. 2 (44) / Ред.: Б. В. Дурняк; Українська академія друкарства. — Л., 2006. — 150 с. Висвітлено передумови розвитку вітчизняного видавничого підприємництва, товарознавчі аспекти керування якістю книжкової продукції. Проаналізовано здобутки та проблеми енциклопедичного книговидання в Україні за ринкових умов, особливості утвердження ринкових засад у книговидавничій галузі. Розглянуто питання застосування методів пропаганди, паблік рілейшнз, промоції в книговидавництві за допомогою ЗМІ. Визначено культуру торговельного обслуговування як фактор конкурентоспроможності книгарень. Викладено аспекти застосування інструментарію логістики у формуванні систем електронної торгівлі друкованою продукцією.
42. Поліграфія і видавнича справа: наук.-техн. зб. Вип. 2(46) / Ред.: Б. В. Дурняк; Українська академія друкарства. — Л., 2007. — 230 с. Висвітлено проблеми реклами та пропаганди книг місцевими ЗМІ. Наведено критерії сучасних українських книг для дітей. Викладено аксіологічний підхід до аналізу виховних ресурсів підручників для молодших школярів. Розглянуто питання моделювання процесу інтенсивності читання, лінгворедакторської компетенції у вихованні літературної особистості спеціалістів редакторського фаху, описано російські журнали з видавничої справи та редагування.
43. Поліграфія і видавнича справа: наук.-техн. зб. Вип. 2 (48) / Ред.: Б. В. Дурняк; Українська академія друкарства. — Л., 2008. — 171 с. Проаналізовано стан видавничої справи на Західній Україні наприкінці XIX — початку ХХ ст. на основі діяльності Наукового товариства ім. Т.Шевченка. Визначено бібліометричний моніторинг як засіб вивчення вітчизняного видавничого репертуару з питань філософії. Висвітлено роль літературно-художніх видань у контексті сучасних суспільно-культурних тенденцій. Охарактеризовано ринок політичної книги в Україні за 2003—2007 рр. Описано метричні особливості сучасного вітчизняного репертуару книг з проблем соціології. Розглянуто питання мотивації підлітків до читання науково-пізнавальної літератури.
44. Поліграфія і видавнича справа: Наук.-техн. зб. Вип. 42 / Ред.: Б. В. Дурняк; Українська академія друкарства. — Л., 2005. — 121 с. Проаналізовано видавничу діяльність товариств, громадських організацій, видатних діячів української культури в історичному аспекті. Розглянуто питання репертуару української книги, формування оптимальної системи інформаційного забезпечення різних категорій споживачів на основі інформаційного моніторингу. Викладено методику бібліометрія дослідження галузевого документного потоку з питань культури та мистецтва.
45. Поліграфія і видавнича справа: Науково-технічний збірник. № 40 / Ред.: Б. В. Дурняк; Українська академія друкарства. — Л., 2003. — 215 с. Висвітлено проблеми технології та автоматизації поліграфічного виробництва, конструювання поліграфічних машин, економіки та організації поліграфічної та видавничої справи, книгознавства. Розглянуто задачі механіки дискретного живлення поліграфічних і пакувальних машин рулонними матеріалами. Проаналізовано вплив періодичних навантажень на амплітуду поперечних коливань циліндрів друкарського апарата. Описано спосіб утворення рельєфу на корінці книжкового блока для клейового скріплення друкованої продукції, динаміку змін допустимих величин для діапазону оптичних густин у поліграфії, особливості технології оздоблення друкованої продукції способом флокування. Наведено характеристику комп'ютерного кольороподілу та висвітлено перспективи його покращання. Розглянуто картографічні видання на ринку друкованої продукції України.
46. Поліграфія і видавнича справа: Науково-технічний збірник. № 41 / Ред.: Б. В. Дурняк; Українська академія друкарства. — Л., 2004. — 195 с. Висвітлено проблеми технології та автоматизації поліграфічного виробництва, конструювання поліграфічних машин, економіки та організації поліграфічної і видавничої справи, книгознавства. Проаналізовано фізико-механічні властивості декельних матеріалів для гарячого тиснення фольгою на етикетковій продукції. Розкрито вплив магнітної обробки рідких фотополімеризаційноздатних композицій на репродукційно-графічні властивості друкарських форм на їх основі, а також вплив процесу наповнення на властивості анодних плівок. Наведено результати дослідження сенситометричних характеристик чорно-білих фотоплівок. Розглянуто питання оптимізації розмірів файлів у процесі програмування зображень для WEB. Викладено товарно-ринковий підхід до класифікації підприємств поліграфічної галузі. Розкрито теоретичні аспекти типологічного моделювання книготорговельного асортименту. Визначено основні тенденції випуску навчальної економічної книги для ВНЗ у видавничому репертуарі України.
47. Поліграфія та видавнича справа. Російсько-український тлумачний словник / Уклад.: Б. В. Дурняк. — Л.: Афіша, 2002. — 456 с. — ISBN 966-7760-79-0. Розкрито суть вузькогалузевих термінів поліграфії та видавничої справи, а також загальнотехнічних термінів з суміжних з ними галузей. Наведено дані про споживчі формати паперу та виробів з нього, формати книжкових і журнальних видань, одиниці SI, правила написання та друку символів величин, назв і позначень, особливі випадки скорочень слів, що часто трапляються у бібліографічних описах, назви кеглів шрифтів англо-американської та французької друкарських систем, переведення одних величин друкарської системи оригіналів і виправлення коректурних і пробних відбитків, а також вимоги до оригіналів для поліграфічного відтворення та виконання книжкових видань.
48. Пристрої та системи цифрового друку / Б. В. Дурняк, І. Т. Стрепко, Г. Н. Тітов; Укр. акад. друкарства. — Л.: Фенікс, 2002. — 106 с. — ISBN 5-87332-138-8. Висвітлено основні принципи побудови сучасних пристроїв і систем цифрового друку. Описано структуру та функціонування систем цифрового керування пристроями додрукарської обробки зображень, цифрового виводу на формні матеріали та безпосередньо на папір. Запропоновано альтернативні технології відтворення кольорового зображення. Розглянуто принцип дії струменевих принтерів. Розкрито структуру струменевих друкарських пристроїв.
49. Програмна та апаратна реалізація схем автоматизації на базі мікро-ЕОМ / Б. В. Дурняк, І. Т. Стрепко, Г. Н. Тітов, Б. І. Федина. — Л.: Вид-во Української академії друкарства, 2005. — 126 с. — ISBN 966-322-014-7. Викладено загальні відомості про однокристальні мікро-ЕОМ сімейства МК51. Наведено структурну схему МК51, описано режими їх роботи, систему команд, адресний простір пам'яті та способи адресації операндів. Показано можливості застосування однокристальних мікро-ЕОМ у цифрових системах автоматичного керування. Охарактеризовано засоби апаратної підтримки функціонування мікро-ЕОМ та розробки програмного забезпечення, розроблено методику їх оптимального вибору. Висвітлено питання проектування цифрових систем на етапах розробки прикладного програмного забезпечення. Описано універсальний навчально-налагоджувальний стенд «EV8031», розроблено завдання для лабораторного практикуму для вироблення навичок практичного програмування мовами Ci та Ассемблер і налагодження мікропроцесорних схем автоматизації на основі стенда та персонального комп'ютера.
50. Проектування систем керування на однокристальних мікро-ЕОМ / І. Т. Стрепко, О. В. Тимченко, Б. В. Дурняк. — К.: Фенікс, 1998. — 285 с. — ISBN 5-87332-072-1. Розглядається застосування однокристальних мікро-ЕОМ в цифрових системах автоматичного керування, вибір засобів апаратної підтримки функціонування мікро-ЕОМ та розробка програмного забезпечення. Подані численні приклади і задачі обробки сигналів, що реалізують типові процедури керування технологічними об'єктами. Висвітлені питання проектування цифрових систем на всіх етапах розробки прикладного програмного забезпечення.
51. Розвиток теорії моделювання стрічкопровідних систем та управління ними: Автореф. дис… д-ра техн. наук: 01.05.02. / Б. В. Дурняк; НАН України. Ін-т проблем моделювання в енергетиці. — К., 2000. — 32 с. Дисертацію присвячено питанням створення і дослідження математичних моделей, а також розвитку нових теоретичних положень теорії моделювання нелінійних і нестаціонарних стрічкопровідних систем багатосекційних і багатодвигунних рулонних ротаційних машин з пружними зв'язками за умов нестабільності технологічних факторів та управління ними. Побудовано математичні та структурні моделі стрічкопровідних систем стрічкопереробних механізмів, що дозволило виявити та дослідити зміни параметрів системи в процесі переробки стрічкового матеріалу. Створено і досліджено математичну модель стрічкопровідної системи рулонної ротаційної машини з врахуванням моделей окремих компонентів системи як нестаціонарних і нелінійних об'єктів, що на певному інтервалі розглянуто як квазілінійні, виявлено основні залежності між технологічними, електричними та конструктивними параметрами у системі. Отримано методику імітаційного моделювання динаміки стрічкопровідних систем рулонних ротаційних машин на основі розроблених моделей елементів та вузлів, яка дозволяє синтезувати ефективні пристрої керування системами, визначити їх характеристики, що задають якісні параметри готової продукції, розвинуто прикладну теорію математичного моделювання стрічкопровідними системами. Запропоновано та досліджено методи синтезу алгоритмів управління стрічкопровідних систем з різницевим поданням сигналів для отримання заданої роздільної здатності та підвищеної швидкодії на основі операції інтерполяції, проріджування та одночасної обробки.
52. Розробка і дизайн рекламних видань: Навчальний посібник / Б. В. Дурняк, А. Є. Батюк. — Л.: Українська академіядрукарства, 2006. — 320 с. — ISBN 966-322-066-X.
Розкрито сутність реклами як складової частини великої організаційної єдності суспільства та системи підприємництва. Висвітлено її основні принципи, методи та функції. Акцентовано увагу на різноманітності засобів реклами та видів рекламних матеріалів, які безпосередньо впливають на формулювання рекламного звернення. Охарактеризовано елементи друкованої реклами, особливості розробки фірмового стилю, рекламні технології. Викладено особливості зорового сприйняття форми та простору, застосування кольору як інструменту дизайну, принципи побудови композиції в рекламі. Проаналізовано основні види дизайну упаковки й етикетки, а також їх вплив на просування товару.
53. Системи оброблення та передавання інформації = Системы обработки и передачи информации: російсько-український тлумачний словник: у 2 т. — Т. 2: Р-Я / Б. В. Дурняк, О. В. Мельников, Л. М. Артюшин, В. П. Бабак, А. М. Гуржій; Укр. акад. друкарства. — Л., 2006. — 426 с. — ISBN 966-322-032-5. Розкрито зміст російських понять з питань систем обробки та передачі інформації з перекладом їх української мовою, зокрема, ітераційного режиму, темпу узгодження, телефонії, шкали порівняння, шифрування.
54. Системи регулювання натягу стрічки при намотуванні на два вали з регулюванням за швидкістю рулонних друкарських машин / Б. В. Дурняк // Наукові записки: науково-технічний збірник. — 2000. — № 2. — С. 74-81. Розглянуто метод побудови системи автоматичного регулювання натягу стрічкового матеріалу рулонних друкарських машин із регулюванням за швидкістю. Досліджено ефективність таких систем за різних видів збурень із врахуванням нестаціонарності об'єкта регулювання.
55. Системний аналіз та оптимізація параметрів книжкових видань: Монографія / Б. В. Дурняк, І. В. Піх, В. М. Сеньківський. — Л.: Українська академія друкарства, 2006. — 197 с. — ISBN 966-322-046-5. Наведено характеристику сучасних комп'ютерних технологій та розглянуто особливості їх використання у видавничо-поліграфічних процесах. Проведено системний аналіз параметрів книжкових видань. Запропоновано новий спосіб розв'язання проблеми багаторівневого перетворення тексту. Обґрунтовано необхідність оптимізації параметрів книжкових видань у комп'ютерних технологіях. Удосконалено математичну модель та алгоритм верстання сторінок, розроблено методику оцінювання складності книжкових видань. Розглянуто процеси проходження потоків даних у додрукарській підготовці видань.
56. Способи реалізації оптимізованих систем керування електроприводами намотувальних вузлів рулонних ротаційних машин / Б. В. Дурняк, О. М. Сорочинський, І. А. Забрамна // Наукові записки: науково-технічний збірник. — 2006. — № 9. — С. 56-70. Запропоновано способи та засоби реалізації оптимізованих систем керування електроприводами намотувальних вузлів рулонних ротаційних машин. Наведено алгоритми та результати обчислень параметрів елементів системи автоматичного керування приводами намотувальних вузлів за лінійної швидкості руху стрічки 2,5 і 10 м/с.
57. Стан і тенденції розвитку підприємництва у видавничо-поліграфічній галузі / Б. В. Дурняк, А. М. Штангрет, В. В. Мартинів // Наукові записки: науково-технічний збірник. — 2008. — № 2. — С. 77-82. На базі зібраних та опрацьованих статистичних даних визначено ключові тенденції розвитку підприємництва видавничо-поліграфічної галузі України.
58. Структура активів підприємств видавничо-поліграфічного комплексу України у 2001—2004 рр. / А. М. Штангрет, Б. В. Дурняк, О. В. Мельников // Наукові записки: науково-технічний збірник. — 2006. — № 9. — С. 91-97. За даними офіційних статистичних звітів Держкомстату України досліджено структуру активів підприємств видавничо-поліграфічного комплексу країни за останні роки.
59. Тези доповідей науково-технічної конференції професорсько-викладацького складу наукових працівників і аспірантів (31 січ. — 3 лют. 2006 р.), Львів / Ред.: Б. В. Дурняк; Українська академія друкарства. — Л., 2006. — 142 с. — ISBN 966-322-073-2. Проаналізовано вплив технологічних параметрів на процес вимивання фотополімерних флексографічних друкарських форм на підставі використання щіткових пристроїв. Розглянуто особливості утворення білого шару в процесі фрикційно-зміцнювальної обробки на тонких пластинах, організації облікового процесу поліграфічних підприємств, приватизації в країнах з ринковою економікою. Розкрито методологічні засади антикризового управління трудовими ресурсами. Показано роль і місце граматики у викладанні німецької мови як іноземної. Висвітлено переваги та недоліки дистанційної форми навчання у ВНЗ.
60. Теоретичні основи технічної кібернетики: Навчальний посібник для студентів вищих навчальних закладів / Л. М. Артюшин, Б. В. Дурняк, О. А. Машков, О. М. Плашенко. — Л.: Українська академія друкарства, 2004. — 126 с. — ISBN 966-322-007-4. Розкрито зміст основних положень теорії ймовірностей та математичної статистики. Розглянуто дискретні та неперервні випадкові величини, представлено типові закони їх розподілу. Наведено теорему гіпотез (формулу Байєса), а також загальну та частинну теореми про повторення дослідів. Охарактеризовано випадкові вектори, розглянуто способи їх представлення. Запропоновано класифікацію випадкових функцій, наведено закони їх розподілу, числові та основні характеристики, проаналізовано особливості лінійного перетворення. Визначено предмет і задачі математичної статистики та теорії масового обслуговування. Розкрито зміст первинної статистичної сукупності та марковських випадкових процесів. Показано можливості використання імовірнісних методів в теорії розпізнавання. Розкрито суть задачі вибору гіпотез, розглянуто критерії Байєса, тобто мінімуму середнього ризику, Неймана — Пірсона та «ідеального спостерігача». Наведено характеристику дискретних та неперервних інформаційних систем, встановлено властивості ентропії та форми її подання. Висвітлено логічні засади побудови цифрових обчислювальних машин, а також основні закони з алгебри логіки та функціонально повні системи перимикальних функцій, наведено способи їх мінімізації. Розглянуто початкові мови опису алгоритмів цифрових автоматів.
61. Теорія автоматичного керування: Навч. посіб. / Л. М. Артюшин, О. А. Машков, Б. В. Дурняк, М. С. Сівов. — Л.: УАД, 2004. — 272 с. — ISBN 966-322-001-5. Викладено класичну теорію автоматичного керування, яка вивчає засади аналізу та синтезу лінійних автоматичних систем (АС). Розкрито суть понять стійкості стаціонарних і нелінійних АС, системи з багатьма регульованими параметрами, алгоритмів оцінювання, параметричної ідентифікації. Визначено якісні показники АС, описано методи оцінки якісних ознак перехідного процесу. Висвітлено сучасну теорію автоматичного керування, яка пов'язана з дискретними й оптимальними системами, запропоновано класифікацію адаптивних систем.